# 과계가왕
《과계가왕》은 2016년부터 중국에서 방송된 연예인 노래 경연 프로그램이다.